# Anachalcos procerus
Anachalcos procerus là một loài bọ cánh cứng trong họ Bọ hung (Scarabaeidae).